# コルト・パイソンに関連する作品の一覧
コルト・パイソンに関連する作品の一覧（コルト・パイソンにかんれんするさくひんのいちらん）は、コルト・ファイヤーアームズの回転式拳銃コルト・パイソンに関連する作品の一覧。

## 映画・テレビドラマ
『GTO』
第10話にて鬼塚英吉が強盗に入ったときに6インチモデルを使用。
『Gメン'75』
ごく初期にGメンメンバーの他、私服警官がダイアモンドバック2.5インチモデルを使用。
『NHKスペシャル 未解決事件 File.07 警察庁長官狙撃事件 ドラマ 容疑者Nと刑事の15年』
中村泰が固定銃床をグリップ上に取り付けた8インチモデルを使用。実際の警察庁長官狙撃事件で使用された凶器を再現している。
『SPEC〜警視庁公安部公安第五課 未詳事件特別対策係事件簿〜』
吉川州（きっかわ しゅう）が使用。ホルスターを使わずズボンのベルトに差した状態で携帯。
『アウトレイジ』
加藤が4インチモデルをベレッタ 92とともに所持・使用する。大友組崩壊後、山王会へあいさつに来た小沢を殺す際に使用（直後に関内をベレッタ 92で射殺）。また、大友組の構成員も2.5インチモデルを所持しており、グバナン大使に闇カジノを開くように命令する際にも使用（発砲なし）。
『あぶない刑事』
柴田恭兵演じるユージこと大下勇次刑事がテレビ『もっとあぶない刑事』から映画『もっともあぶない刑事』まで2.5インチモデルを使用。『まだまだあぶない刑事』では仲村トオル演じる町田透が4インチモデルを使用する。
『アローン・イン・ザ・ダーク』
主人公のエドワード・カーンビーが6インチモデルをサイドアームとして使用。
『ウォーキング・デッド』
主人公のリック・グライムズが使用。
『噂の刑事トミーとマツ』
マツが4インチモデルを使用。
『仮面ライダークウガ』
対未確認生命体用として、第7話から一条薫や杉田守道をはじめとする合同捜査本部の刑事たちに6インチモデルが支給され、未確認生命体に対して使用されるが効果はなかった。しかし、終盤において特製の神経断裂弾が開発されると、未確認生命体第47号「ラ・ドルド・グ」を射殺、未確認生命体B群1号「ラ・バルバ・デ」を海に叩き落すといった戦果を挙げている。また、仮面ライダークウガがペガサスフォームに変身する際に一条や杉田から借り受け、ペガサスボウガンに変形させて使用する。
『グライド・イン・ブルー』
主人公、ジョン（ロバート・ブレイク）が4インチモデルを使用。
『刑事スタスキー&ハッチ』
主人公の1人、ハッチンソン刑事（デヴィッド・ソウル）が6インチモデルを使用。最初の数話のみ4インチを使用している。
『警部』
ボロウィッツ警部（ジャン=ポール・ベルモンド）が6インチモデルを使用。
『ゴリラ・警視庁捜査第8班』
伊達健（舘ひろし）がS&W M19のフレームに、4インチモデルの銃身をつけた、スマイソン（スモルト）を使用。グリップもパックマイヤー・ラバーグリップ（フィンガーチャンネル付）→ビルジョーダン・コンバットグリップ→パックマイヤー・ラバーグリップ（ストレートタイプ）の順で変更されている。
ルディ・バトラー（アル・レッティエリ）が6インチモデルを使用。
『西部警察』
鳩村英次刑事（舘ひろし）がpart2より4インチの精密射撃競技用機種PPCカスタムを、沖田五郎刑事（三浦友和）がpart2後半よりノーマルタイプの4インチモデルを、松田猛刑事（寺尾聰）がpart1のある回で6インチモデルを使用する。
『ダーティハリー2』
ジョン・デイヴィス、マイク・グライムズ、フィル・スイート、レッド・アストラカンの悪人警官4人組が使用している。他にも一部警官やハリーの相棒アーリー・スミス、上司のニール・ブリッグス警部補も使用している。
『ダーティハリー3』
ハリーの相棒ケイト・ムーア刑事がダイアモンドバックを使用。

『大捜査線』
加納刑事（杉良太郎）が6インチモデルを使用。
『大追跡』
矢吹史郎刑事（沖雅也）が6インチモデルを使用。
『太陽にほえろ!』
原昌之刑事（ジプシー、三田村邦彦）が2.5インチを使用。竹本淳二刑事（ラガー、渡辺徹）が4インチモデルを使用する。
『ハロー!グッバイ』
真鍋譲刑事（布施博）が使用。
『ハード・トゥ・キル』
主人公の親友、オマリー元刑事が4インチモデルを使用。
『バトルロワイアル』
男子17番、沼井充の支給武器。
『ブラック・レイン』
主人公、ニック・コンクリン刑事が2.5インチモデルを使用。
『ブラニガン』
主人公、ブラニガン（ジョン・ウェイン）がダイアモンドバック4インチモデルを使用。
『ブリット』
主人公、フランク・ブリット（スティーブ・マックイーン）がダイアモンドバックを使用。
『ポリス・ストーリー/香港国際警察』
チュウ・タオ率いる麻薬カルテルの構成員が6インチモデルを使用。
『ポリス・ストーリー3』
中国人民武装警察部隊のヤン警部が6インチモデルを所持。
『マジェスティック』
フランク・レンダ（アル・レッティエリ）がダイアモンドバック4インチモデルを使用。
『マックQ』
主人公、マックQ（ジョン・ウェイン）が4インチモデルを使用。
『真夜中の刑事』
イブ・モンタン演ずる刑事が4インチモデルを使用。
『蘇える金狼』
映画版で主人公の朝倉哲也（松田優作）が4インチモデルを使用。テレビドラマ版で甘木が使用。また、後者の最終話では甘木が倒れた後に朝倉（香取慎吾）が譲り受け、茂義賀津夫との最終決戦に臨む。

## アニメ・漫画
『GTO』
2巻で冴島が署の押収品倉庫から盗んで使用。
『アイウエオボーイ』
主人公の暮海猛夫が使用。
『エンジェル・ハート』
後述の『シティーハンター』と同じく、本作では準主人公の冴羽獠が4インチモデルを使用。ただし、カスタムは異なる。
『クレヨンしんちゃん オラの引越し物語 サボテン大襲撃』
保安官が6インチモデルを二丁所持、リロードにはスピードローダーを使用。町の住民を捕食し始めた人食いサボテン、キラーサボテンに対し二丁拳銃で応戦するが接ぎ木で短時間で再生するキラーサボテンには一時的に無力化する程度にしかならなかった。
『コブラ』
サイコガンとともにコブラが使用。「パイソン77マグナム」と呼ばれるカスタム品であり、「小型ミサイル並の破壊力がある」と評されるなど実銃に比べて遥かに高い威力を有する。
『ゴルゴ13』
「未来予測射撃」で、ゴルゴのライバル、ジョン・スミスが357マグナムを使用。
『ザ・ゴリラ』
主人公の姿雄一刑事がジャガーと呼ばれるスナイパーとの対決で使用。後に相棒である森本理代子刑事の愛用銃となる。
『JESUS 砂塵航路』
主人公の殺し屋ジーザスが3インチモデルのコンバット・パイソンを使用。グリップを特注のクルミ材に代え、射撃時の反動を押さえている。
『ジェニー・シリーズ』
主人公のユージェニー・ヴィクトリア・スミスが6インチモデルを使用。
『シティーハンター』
主人公の冴羽獠が4インチモデルを使用。獠以外では、1999年のテレビスペシャルにて、メインヴィランのジャック・ダグラスがカスタムの異なる4インチモデルを使用。また、『劇場版シティーハンター 天使の涙(エンジェルダスト)』(2023年)では、ゲストヒロインでメインヴィランでもあるアンジーが色違いの4インチモデルを使用。
『ドリームハンター麗夢』
主人公の綾小路麗夢が6インチモデル44口径を使用しているが、44口径は現実では製品化されていない。
『日常』
アニメ版第1話で立花みさとが4インチモデルを使用。
『プランダラ』
第8話で園原水花大佐がコルト・パイソンハンターの8インチモデルを使用。ジェイル中尉を撃った後、Mi-24Aのローター部分を射撃し墜落させている。なお、ジェイル中尉は至近距離から胸部を撃たれたにもかかわらず生存しており、治療することなくそのまま戦闘に参加している。また、第33話では陽菜やナナに対し本銃を用いたロシアンルーレットを強要する。
『魔人探偵脳噛ネウロ』
デイビッド・ライスが使用。
『女豹の戯れ』
ダーティ・松本の漫画。女王が処刑道具として使用。撃鉄に指かけがなく、ダブルアクションオンリーに改造されている。
『闇のイージス』
ジーザスが使用。
『遊戯王』
バンデット・キースがロシアンルーレットに使用。
『ルパン三世』
第66話「射殺命令!!」にてビューティが試作に終わった44口径モデルを使用。また、第155話「さらば愛しきルパンよ」にて偽次元が使用。
『ワイルド7』
オヤブンが6インチモデルを使用。
『ライディングビーン』
セマーリンの仲間が2.5インチモデルを使用（発砲シーンなし）。
『呪術廻戦』
1期17話「京都姉妹校交流戦」にて構築術式の使い手、禅院真衣が6インチモデルを使用。リボルバーを利用している理由として、弾が6発のみというブラフを貼り構築術式にて弾を1発生成して相手の裏を掻くため。

## 小説
『黄金の少女』
キンケイド署長が使用。夜間戦闘に備えて、照星ピンに夜光塗料を塗る。
『特殊防諜班シリーズ』
ヨセレ・ザミルが使用。
『緋弾のアリア』
車輌科の武藤剛気が使用。
『羊たちの沈黙』
バッファロービルが6インチのシルバーモデルで.38スペシャル弾を使用する。
『めだかボックス外伝 グッドルーザー球磨川 小説版』
鉄砲 撃（てっぽう うち）が使用。

## ゲーム
『Gungrave』
ビッグ・ダディが使用。
『Phantom -PHANTOM OF INFERNO-』
アインが4インチモデルを使用。
『コール オブ デューティ ブラックオプス』
主人公、メイソンらSOGのサブウェポンとして登場する。キャンペーンの中盤ではベトコンに捕まったSOGチームが本銃を使ったロシアンルーレットを強制的にやらせられる。
『シークレットゲーム CODE:Revise』
黒河正規が使用。
『ドールズフロントライン』
萌え擬人化されたものが星5戦術人形として登場。
『ハーフライフ2』
主人公のゴードン・フリーマンが使用。
『バイオハザード』
「コルトパイソン」の名称で登場。通常使用できる武器では最強クラスの威力を誇り、後のシリーズでも「マグナム」と呼称される武器が最強クラスの威力を持つという伝統のきっかけになった。